# Haftung (Gesellschaftsrecht)
Unter Haftung versteht man im Gesellschaftsrecht Deutschlands das Einstehenmüssen der Gesellschafter eines Unternehmens für dessen Gesellschaftsschulden.  

## Allgemeines
Mit der Funktion als Gesellschafter ist automatisch dessen Haftung für die Verbindlichkeiten der Gesellschaft verbunden. Dabei unterscheidet das Gesellschaftsrecht zwischen zwei unterschiedlichen Haftungsstrukturen, der Personengesellschaft und der Kapitalgesellschaft. Den Gläubigern einer Kapitalgesellschaft steht im Regelfall lediglich das Gesellschaftsvermögen zur Verfügung (§§ 272 Abs. 1 Satz 1 HGB, § 1 Abs. 1 Satz 2 AktG und § 13 Abs. 2 GmbHG). Haben die Gesellschafter ihre Kapitaleinlage vollständig erbracht, sind sie haftungsfrei. Das gilt auch für die Kommanditisten einer Kommanditgesellschaft (§ 171 Abs. 1 HGB). Diese Haftungsbeschränkung bei einer Aktiengesellschaft (AG) und einer Gesellschaft mit beschränkter Haftung (GmbH) ist allerdings kein Wesensmerkmal einer juristischen Person, sondern eine gesetzlich vorgesehene Ausnahme bei AG und GmbH; Gesellschafts- und Privatvermögen der Gesellschafter sind strikt zu trennen. Bei Personengesellschaften (Offene Handelsgesellschaft (OHG), Kommanditgesellschaft (KG), BGB-Gesellschaften und Einzelunternehmen) haften die Gesellschafter zusätzlich unbegrenzt mit ihrem Privatvermögen; Ausnahme ist der Kommanditist bei der Kommanditgesellschaft. Die mit ihrem Privatvermögen haftenden Gesellschafter heißen deshalb auch persönlich haftende Gesellschafter.

## Haftungsumfang bei persönlich haftenden Gesellschaftern
Die Haftung von persönlich haftenden Gesellschaftern aus § 128 HGB ist unmittelbar, primär, unbeschränkt, akzessorisch und gesamtschuldnerisch.
- Unmittelbar: der Gesellschaftsgläubiger kann sich direkt an den Gesellschafter halten und muss nicht erst einen späteren Verlustausgleich durch den Gesellschafter abwarten.
- Primär: der Gläubiger darf sich sofort an die Gesellschafter wenden und muss nicht zunächst die Gesellschaft in Anspruch nehmen.
- Unbeschränkt: die Haftung ist betraglich unbegrenzt, insbesondere wird hierdurch auch die Haftung des Privatvermögens des Gesellschafters erfasst.
- Akzessorisch: die Haftung des Gesellschafters hängt vom Bestand und Umfang der Gesellschaftsschuld ab.
- Gesamtschuldnerisch: alle persönlich haftenden Gesellschafter haften für die Schulden ihrer Gesellschaft als Gesamtschuldner, so dass sich der Gläubiger nach § 421 Abs. 1 BGB nach seinem Belieben an jeden Gesellschafter halten darf.

## Gesellschafterhaftung vor Gründung
Vor Gründung des Unternehmens (und vor dessen Eintragung ins Handelsregister) bestehen besondere Haftungsmechanismen für die Gesellschafter. Dabei stehen die Kapitalgesellschaften im Vordergrund von Gesetz und Rechtsprechung. Bei der GmbH werden die Gründer der „Vorgründungsgesellschaft“ wie Gesellschafter einer BGB-Gesellschaft behandelt. Solange im nächsten Stadium die Vor-GmbH besteht und nicht ins Handelsregister eingetragen ist, haften die Handelnden nach § 11 Abs. 2 GmbHG wie persönlich haftende Gesellschafter. Das gilt auch nach § 41 Abs. 1 AktG für die AG. Wer danach vor Eintragung im Namen der AG handelt, haftet persönlich, mehrere als Gesamtschuldner.

## Haftung neuer und ausscheidender Gesellschafter
Nimmt eine Personengesellschaft neue Gesellschafter auf, haften diese für bestehende Verbindlichkeiten (§ 130 HGB). Das Gesetz will damit verhindern, dass Verwirrung zwischen Alt- und Neugesellschaftern über Alt- und Neuschulden entsteht. Ausscheidende Gesellschafter haften weiter für Gesellschaftsschulden, die vor ihrem Ausscheiden entstanden sind. Zu Gunsten ausscheidender Gesellschafter gibt es eine Verjährungsfrist von 5 Jahren für bis dahin entstandene Verbindlichkeiten (§ 160 Abs. 1 Satz 1 HGB). Voraussetzung ist, dass daraus Ansprüche gegen den Gesellschafter in einer in § 197 Abs. 1 Nr. 3 bis 5 BGB bezeichneten Art festgestellt sind oder eine gerichtliche oder behördliche Vollstreckungshandlung vorgenommen oder beantragt wird.